# Конюшенный переулок (Санкт-Петербург)
Коню́шенный переу́лок — переулок в Центральном районе Санкт-Петербурга. Проходит от набережной реки Мойки до Конюшенной площади. На северо-запад продолжается Мошковым переулком.

## История
С 1776 по 1809 год входил в состав Мошкова переулка.

С 1836 по 1844 год входил в состав Большой Конюшенной улицы.

Современное название известно с 1892 года. Дано по Конюшенной площади и Большой Конюшенной улице.